# Gabriel Araújo Carvalho
Gabriel Araújo Carvalho (Salvador, 29 gennaio 1992) è un calciatore brasiliano, difensore dell'Olimpia.

## Carriera
Ha giocato nella prima divisione dei campionati brasiliano ed ucraino.

## Palmarès

### Club

#### Competizioni statali
- Campionato Mineiro: 1

Cruzeiro: 2011